# Pedro Mercado (jesuita)
Pedro de Mercado (nació en 1620 en Riobamba, Ecuador y murió en Bogotá, Colombia en 1701) fue un teólogo, historiador, naturalista y místico ecuatoriano, que nació en la Real Audiencia de Quito. Tuvo una carrera dilatada alrededor del Virreinato del Perú durante la segunda mitad del siglo XVII, concentrándose en la Real Audiencia de Quito y de Santafé de Bogotá. Es uno de los escritores ecuatorianos más destacados por la relevancia que tuvo su obra durante la contrarreforma y el valor de sus escritos históricos que tratan sobre los hechos de varios territorios de la monarquía española, concentrándose en Ecuador, Colombia, Perú, y Filipinas.

## Biografía

### Origen y educación en la Real Audiencia de Quito

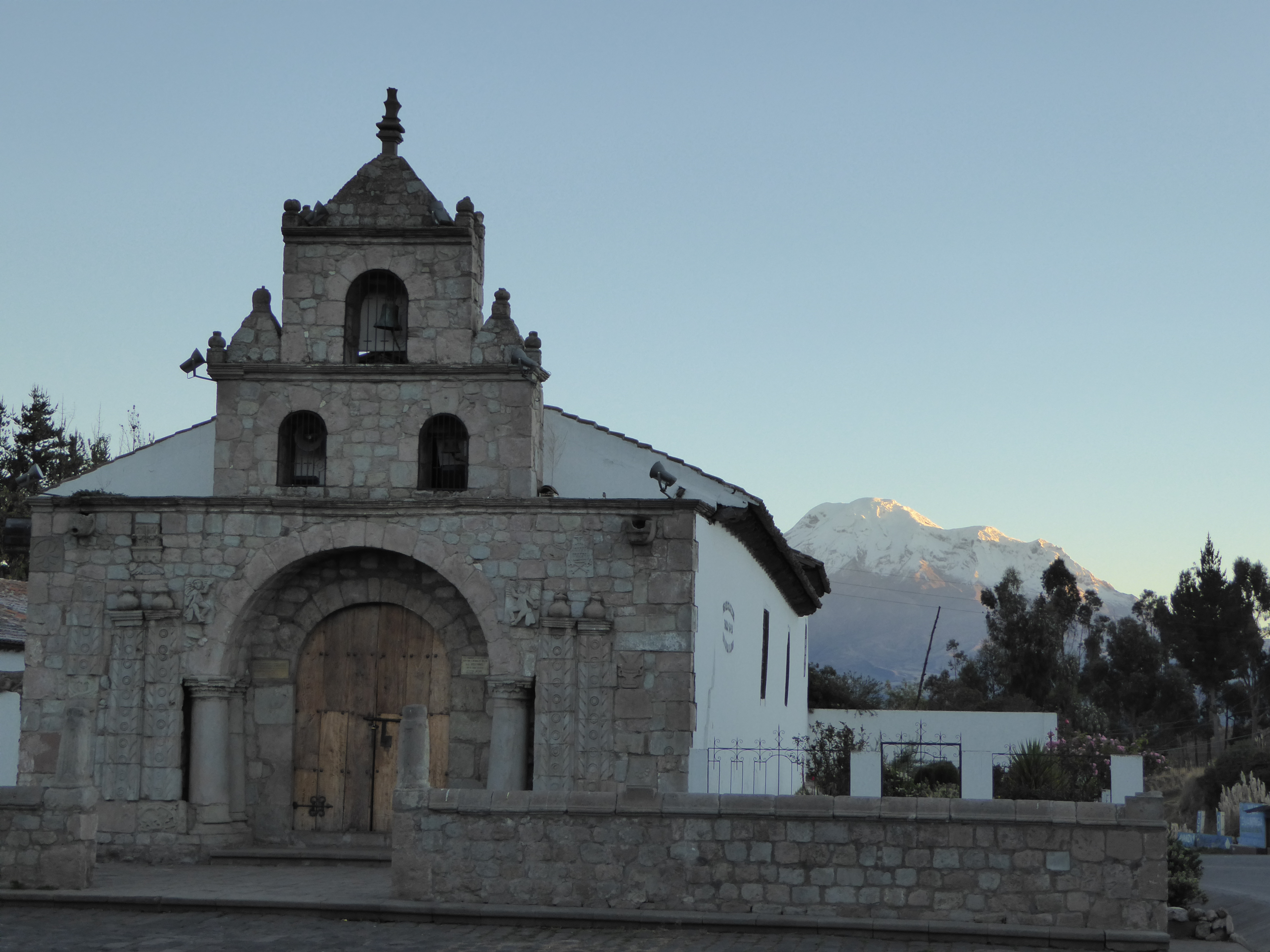
Iglesia de la Balbanera en Riobamba, antes de su reubicación.

No hay mucha información histórica sobre los primeros años de Pedro de Mercado, salvo que nacería en la ciudad de Riobamba. Se sabe que el 23 de febrero de 1636 entró en la Compañía de Jesús en Quito. Estudió filosofía y teología en el Colegio de Quito donde estableció amistad con Hernando de la Cruz, quien también sería amigo del pintor Miguel de Santiago. Sus padres nacieron en España y tuvo probablemente ascendencia judía, según Bolívar Echeverría. A pesar de la prohibición de que los cristianos nuevos vayan al nuevo mundo, lograron establecerse en Riobamba, una ciudad en el centro de Ecuador en lo que ahora se conoce como Colta (sería reeubicada después de un terremoto el siglo siguiente). Este dato también permitiría relacionar el desarrollo de Mercado como autor de espiritualidad con una evolución y devoción similar a la de otros cristianos nuevos como Santa Teresa de Jesús (a quien cita en "La destrucción del ídolo") y San Juan de la Cruz. Se desconoce si se relacionó con la familia cercana de Teresa de Ahumada, sobrina de Teresa de Jesús, pero probablemente si habría conocido a sus descendientes, los hermanos Diego y Sebastián Abad de Cepeda, jesuitas. Fue escogido por el padre Gonzalo de Buitrago para formar parte de la Compañía de Jesús y en honor a él, Mercado escribiría una de sus primeras biografías. Fue también conocido por el padre Alonso de Rojas Bujalance quien había estudiado en el Colegio de Santafé, donde Mercado trabajaría en la segunda etapa de su carrera, y quien también escribiría como rector del Colegio de Quito la "Relación del Descubrimiento del Río Amazonas y hoy San Francisco de Quito". Esto inspiraría la publicación de la obra histórica de Mercado sobre la Provincia del Nuevo Reino y Quito. Antes de terminar su preparación realizaría dos viajes, el primero hacia Europa, lo que le ayudaría posteriormente con la publicación de sus libros, y el segundo a la amazonía, lo que le permitiría escribir los dos últimos tomos de su historia.

### Rector del Colegio de Honda y Tunja

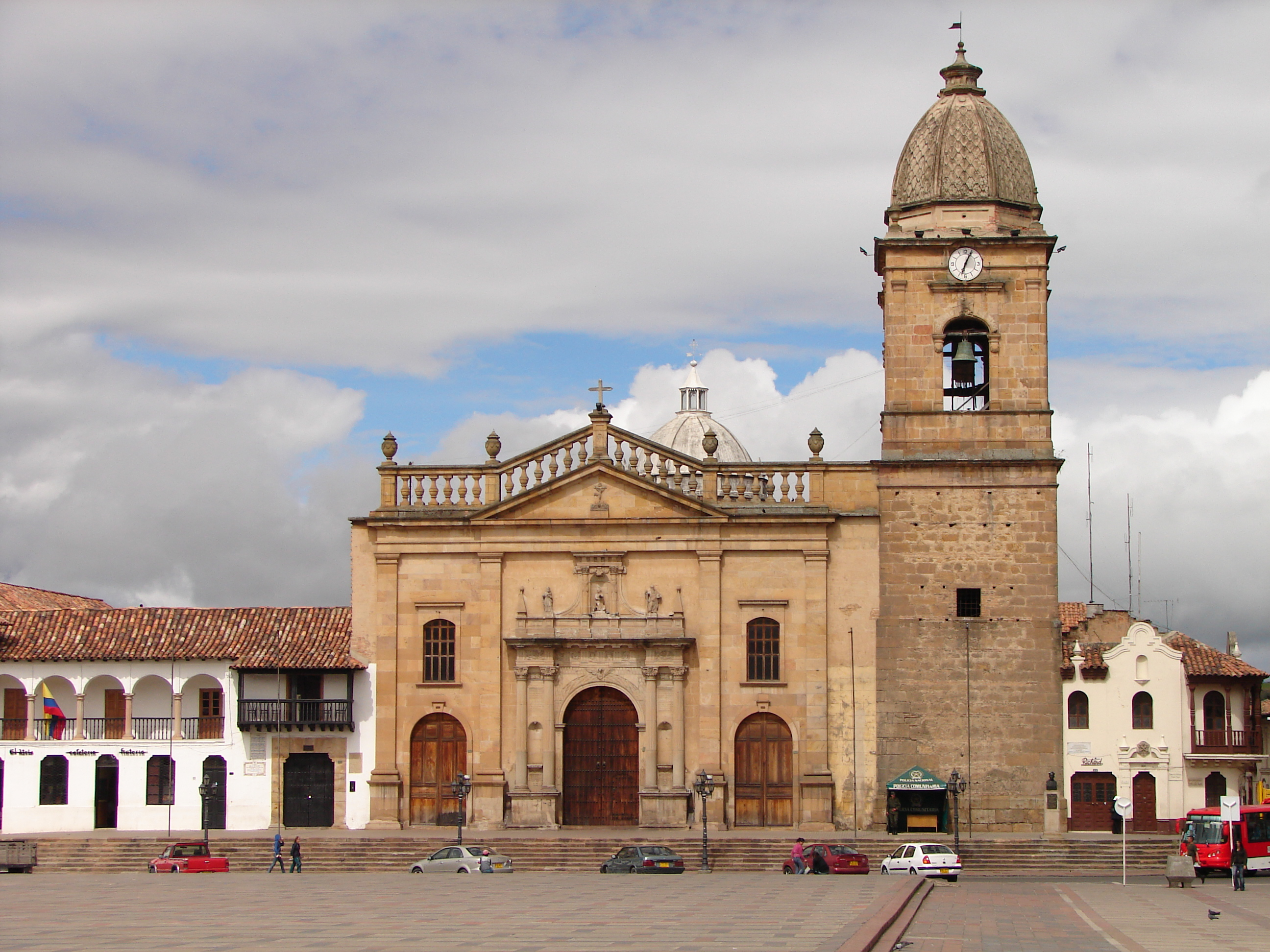
Catedral de Tunja, donde Mercado fue rector y maestro de novicios desde 1667.

En el año 1655 fue nombrado párroco del real de minas de Santa Ana (hoy la ciudad de Falan en Tolima). Dentro de la historia del Colegio de Popayán se nombra a Pedro de Mercado por lo que existen razones para creer que pudo haber vivido en esta ciudad también. Además era común que muchas personas nacidas en la actual Ecuador viajen allá ya que pertenecía Popayán a la jurisdicción de la Real Audiencia de Quito. Sería durante esta época que empezaría su fecunda producción literaria que incluye su obra ascética, histórica y científica. En 1659 fue el rector del Colegio de Honda y después de esto fue a Santafé de Bogotá. Honda, sería durante los finales del siglo XVI y todo el siglo XVII el lugar de acopio y comercio de mercaderías y también ciudad de paso de aquellos que llegaban desde Cartagena de Indias. El colegio de los jesuitas había sido fundado en 1622 a través de la reconstrucción de la iglesia que se había deteriorado al punto de impedir la custodia del Santísimo, encargaron al Padre Offit su restauración. Además, por esta época se llevaría a cabo la construcción de la Catedral de Nuestra Señora del Rosario, financiada por el pago de peajes sobre el río y aportes de los vecinos. Entre su trabajo en Honda y Santafé escribiría en 1660 el libro "Palabras de la Virgen María Nuestra Señora, sacadas del Sagrado Evangelio", "Ocupaciones santas de la cuaresma" en 1667. En ese año también se convertiría en el rector del colegio de Tunda y se dedicaría a la enseñanza de los novicios. Además, escribiría "El cristiano virtuoso", uno de sus libros de vida interior más relevantes de la época, en el contexto de la contrarreforma. Su importancia sería tan grande que lograría que sus escritos sean editados en Madrid. Después de esto, escribiría siete libros más que fueron publicados en Sevilla y Valencia, dentro de la misma temática.

### Rector del Colegio Mayor de Santafé y últimos días

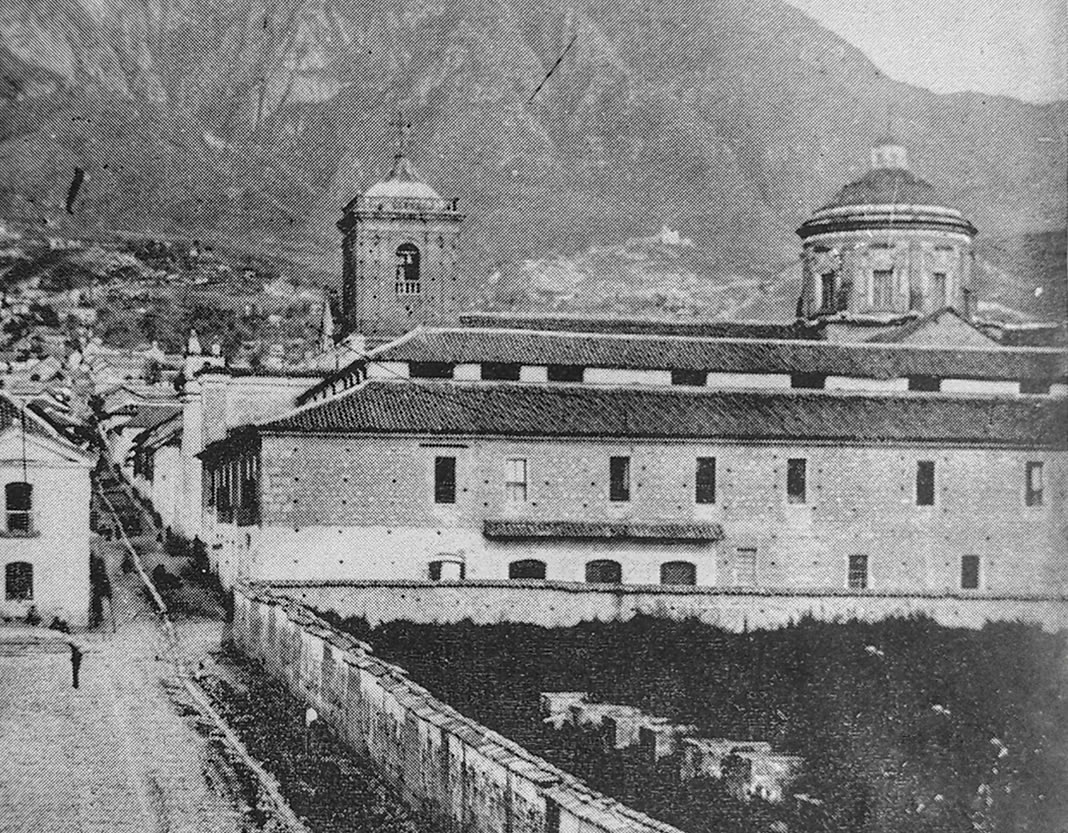
Colegio Mayor de San Bartolomé, fotografía de 1868

Un poco más tarde, en 1684 fue rector del Colegio Mayor y de la Universidad Javeriana. Su carrera fue larga y exitosa moviéndose alrededor de todos los territorios del Virreinato de Perú. Su influencia en Santafé sería importante pues su rol dentro del Colegio Mayor y la Universidad ayudaría a llevar al esplendor a esta institución que había sido fundada el 27 de septiembre de 1604 en dos casas que habían sido compradas por los padres Alonso de Medrano y Francisco de Figueroa cuatro años antes. En la actualidad este colegio se denomina Colegio Mayor de San Bartolomé en honor a su fundador Bartolomé Lobo Guerrero, arzobispo de Lima y de Bogotá. Entre las personas importantes que allí estudiaron se encuentra San Pedro Claver quien viviría allí alrededor de 1610 y después sería destinado al noviciado de Tunja, por lo que es poco probable que haya conocido a Pedro de Mercado. Durante su rectorado, logró también encontrar tiempo para seguir con su prolífica carrera y entre los años 1688 y 1693 publicaría nueve obras en Cádiz.
Ya cercano al final de su vida terminaría de publicar sus últimos escritos que estarían pendientes, logrando escribir cuatro tratados espirituales que fueron editados en Ámsterdam en 1699. Además dedicaría sus últimos años a la obra pastoral trabajando con los jóvenes de la Compañía de Jesús como director espiritual hasta que moriría el 11 de julio de 1701.
Pedro de Mercado causó gran admiración y ganó mucha fama en el virreinato tanto por sus dotes intelectuales como por su piedad. Debido a sus profundos conocimientos el sacerdote don Juan Bautista Toro apodó a Pedro de Mercado como "El Oráculo de esta Santafé de Bogotá". Además Tirso González, padre general, atribuía el buen clima y desarrollo religioso del Colegio de Santafé, al ejemplo, entre otros, del padre Mercado. Cuando murió se registró en el Libro 5.º de la Iglesia y Sacristía del Colegio de la Compañía de Jesús de Santafé lo siguiente:

"En su entierro (que hizo el venerable deán y cabildo con asistencia de todas las religiones y nobleza de la ciudad) hicieron todos grandes demostraciones de la estimación que hacían de su virtud, besándole a porfía los pies y las manos, y cortándole los cabellos y vestidos como reliquias de un varón santo"
Colegio de la Compañía de Jesús de Santafé sobre Pedro de Mercado

## Obras

### Obra histórica y científica

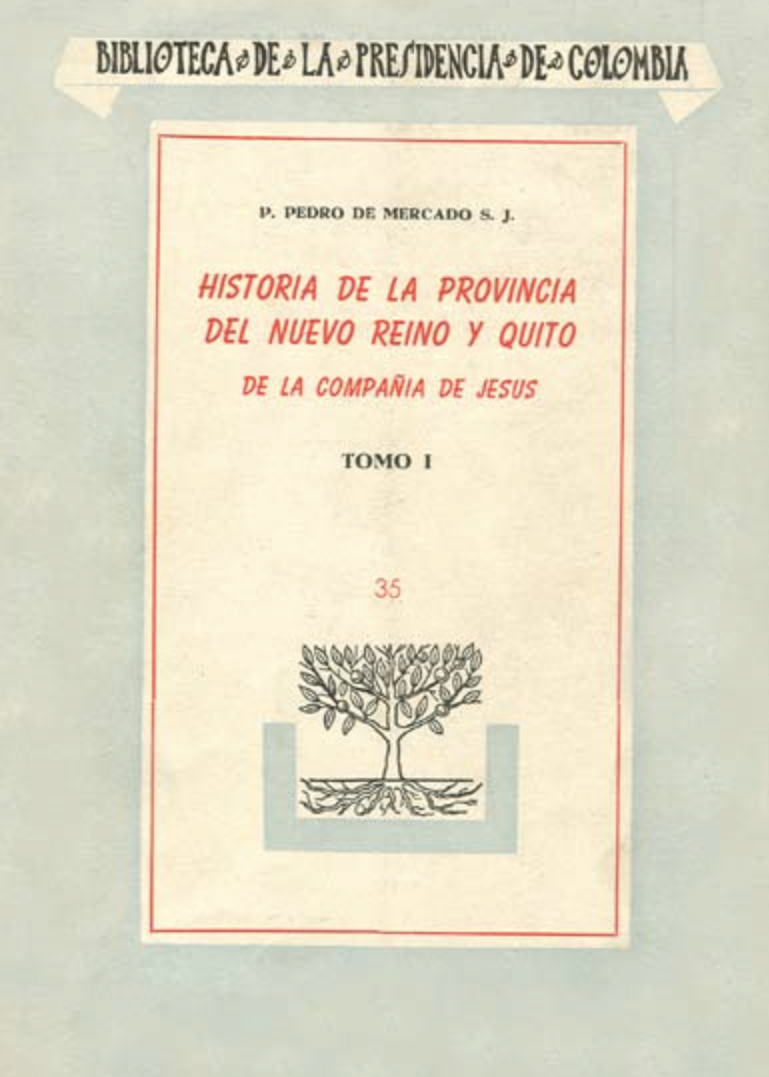
Historia de la Provincia del Nuevo Reino y Quito de la Compañía de Jesús

Fue historiador y cronista y su obra más importante es la "Historia de la Provincia del Nuevo Reino y Quito de la Compañía de Jesús". Esta no se publicó mientras Pedro de Mercado estuvo vivo ya que se perdieron los documentos originales, por lo que estuvo inédita hasta 1957. Este libro fue escrito por pedido de Tirso González durante su etapa en el Colegio Mayor de Santafé y dedica ocho capítulos a la historia de Colombia, siete a la historia de Ecuador, y dos capítulos a las misiones de Maynas que forman parte de Perú. En el primero se puede ver las entradas hacia la provincia del Oriente y en el segundo tiene información muy importante sobre la vida, la cosmovisión e instituciones de los nativos de estas tierras.
Antes de terminar su noviciado, Pedro de Mercado hizo probablemente dos viajes, el uno a Europa ya que según Enrique Otero D'Costa (su biógrafo), cree que el padre Mercado no hizo su profesión completamente entre Quito, Honda y Bogotá. El otro viaje posible fue a la amazonia ecuatoriana, no como misionero sino como “testigo de Vista”. Es decir como observador sociológico de los hombres de aquellas regiones, de los “Maines” (Maynas) a quienes dedicaría los dos últimos capítulos de su Historia de la Provincia del Nuevo Reino y Quito.
Esto nos permite creer en que a su autoría le pertenecen los siguientes escritos:
- De los matrimonios entre estas naciones que contiene el Gran Para o Marañón
- Las fiestas de estos indios antiguamente consistían en beber
- De algunos peces que hay en las aguas de los ríos que cruzan por estas tierras
- De los animalejos que pueblan el aire y molestan a los que habitan en estas tierra
- De varios géneros de hormigas (insectos-abejas), unas que causan gusto y otras que dan pesadumbre

### Obra religiosa

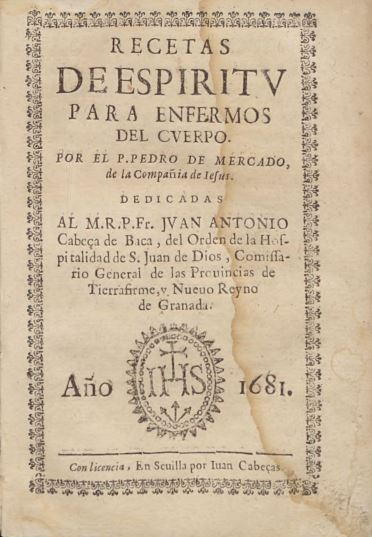
Recetas de Espíritu para Enfermos de Cuerpo, obra espiritual de Pedro de Mercado

En 1655 empezó a escribir libros de espiritualidad que fueron publicados en Madrid, desde donde se repartieron al resto de Europa. El más importante es la "Destrucción del ídolo ¿Qué dirán?" que fue traducida al italiano y al latín y llegó a circular en Alemania, algo que era clave ya que esta obra se inscribe dentro de las grandes propuestas de la iglesia católica como parte de la contrarreforma iniciada el siglo pasado. Además publicó en Madrid también el "Método de obras con espíritu".
Publicó en 1660 "Palabras de la Virgen María Nuestra Señora, sacadas del Sagrado Evangelio". En 1667 en cambio "Ocupaciones santas de la cuaresma". Ambas publicadas en Madrid.
Seis años más tarde escribió una de sus obras más famosas "El cristiano virtuoso. Con los actos de todas las virtudes que se hallan en la santidad".
A partir de este año empieza su periodo más prolífico escribiendo en solo dos años:
- "Práctica de los ministerios eclesiásticos" (Sevilla, 1676)
- "Conversación del pecador con Cristo a imitación de algunos pecadores que hablaron con su Divina Majestad en esta vida mortal" (Valencia, 1680)
- "Oficio manual espiritual" (Sevilla, 1680)
- "Instrucción para hacer con espíritu los oficios corporales de la religión" (Valencia, 1680)
- "Memorial de los siete dolores de María Santísima" (Valencia, 1680)
- "Rosal ameno y devoto" (Valencia, 1680)
- "Recetas de espíritu para enfermos del cuerpo" (Sevilla, 1681)

Además, entre 1688 y 1693 publicó otras nueve obras, editadas en Cádiz:
- Cuentas que ha de tener el alma con su Dios
- Contratos de Dios con el hombre
- Insignias de la pasión de Cristo
- Libro único de algunas excelencias de la Santísima Trinidad
- Horas mariales, Psalmus del Seráfico doctor San Buenaventura
- Trabajos de María Santísima
- Calendario para solicitar con los santos buena muerte
- Comunicación del alma con su Dios Trino y Uno

Por último publicó en Ámsterdam, en 1699:
- Obras espirituales, con cuatro tratados:

1. Numerales meritorios de gracias
2. Metamorfosis provechoso a las almas
3. Galateo espiritual, cortesano a lo virtuoso o vida de Damiana Barrollo
4. Dechado para mujeres, sacado de la historia de Ruth

### Pedro de Mercado y la Escuela Quiteña
El historiador José María Vargas recoge los escritos de Mercado sobre la vida de Marcos Guerra para reconstruir en su libro "Historia de la cultura ecuatoriana" todo el proceso de construcción de la Iglesia de la Compañía y el convento del Carmen Alto. Guerra, quien había nacido en Nápoles en 1600 y después de ingresar a la Compañía de Jesús, sería asignado a la casa de Quito según la decisión de Musio Viteleschi, donde llegaría en 1636. Ese mismo año, ingresaría a la Compañía Pedro de Mercado, con quien compartiría hasta su muerte en 1668. Durante esta época también entablaría relación con el pintor de la Escuela Quiteña Hernando de la Cruz, quien sería a su vez el director espiritual de Mariana de Jesús de Paredes. En medio de todo este ambiente se llevaría a cabo su formación. Sobre el trabajo del arquitecto italiano en la Iglesia de la Compañía de Quito diría Mercado:

Eran obras de imperfecta arquitectura, hasta que viniendo a este colegio el hermano Marcos Guerra, arquitecto insigne y escultor eminente, fue corrigiendo más y levantando de nuevo otras y dejándolas todas en el punto de perfección que hoy tienen.
Pedro de Mercado sobre Marcos Guerra

## Recepción de su obra

### Historia de la Provincia y el Nuevo Reino de Quito

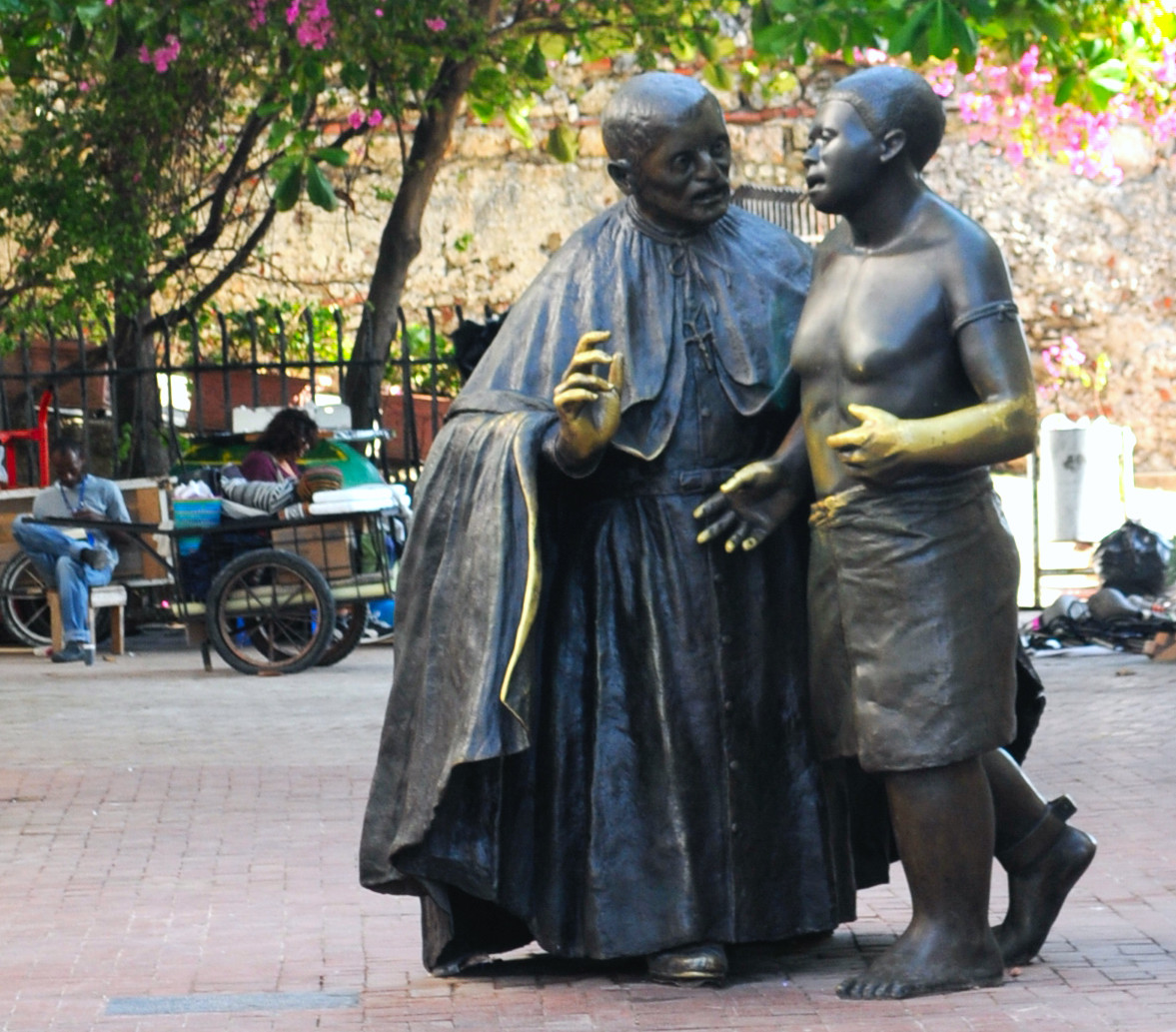
Monumento a San Pedro Claver, a quien se refiere Pedro de Mercado a lo largo de su obra.

Su historia de la Provincia y el Nuevo Reino de Quito es una de las primeras historias escritas en Ecuador, precediendo cronológicamente a la que por tradición se suele considerar como la primera por Juan de Velasco. Escrita en la segunda mitad del siglo XVII, lo que sería siglo después de la fundación de la Real Audiencia Pedro de Mercado daría a través de sus escritos el primer libro de historia de Ecuador. Su trabajo es una fuente importante para entender esa época y ha sido utilizado en importantes estudios como "La Filosofía en Quito colonial 1534-1767" por Samuel Guerra. Además, por la división política de ese tiempo, el libro logró cubrir tanto Colombia, Ecuador y Perú por lo que resulta un documento importante en la historiografía de esos tres países, motivando incluso a personas como Enrique Otero D'Costa, originario de Colombia a estudiar su vida y perpetuar su memoria como uno de los miembros destacados del Colegio de San Bartolomé. Los escritos sobre sus observaciones en Maynas son uno de los trabajos científicos más tempranos de Ecuador anticipándose a lo que sería el desarrollo de la ciencia durante el siguiente siglo con personas como Maldonado, Franco Dávila y Jijón y León.
Algunos de los libros que trata su historia describe la vida en los siguientes lugares: el Colegio de Santa Fe, el Colegio de Cartagena, el Colegio de Tunja, el Colegio de Mérida, el Colegio de Pamplona, el Colegio de Mompos, el Colegio de Honda, las Misiones de los Llanos. Además, narra las historias de conversiones de indígenas y negros como la de Felipa Guillén. Sobre esto último cita también los escritos de José Fernández acerca de San Pedro Claver y su trabajo de evangelización a los negros. La conversión de indígenas y negros la desarrollaría también en su libro El cristiano virtuoso sobre una conversión en Filipinas, ya que este tema, muchas veces más literario que histórico, sería recurrente en todos sus libros. Describe también como los cajicaes se convirtieron en los primeros músicos de iglesia en esas misiones empezando por el aprendizaje del nombre de las notas, el canto, el órgano y otros instrumentos como flautas, chirimías y violones. Continúa con la historia de Cartagena y resalta los casos de conversión de moros y el hecho de que sin tener que haber ido a África, había aportado a los esfuerzos que se habían dado tan frecuentemente en la península ibérica, además del caso de unos ingleses que tomados prisioneros en el puerto dejaban el protestantismo para unirse a la iglesia católica.

### La Destrucción del Ídolo ¿Qué dirán?

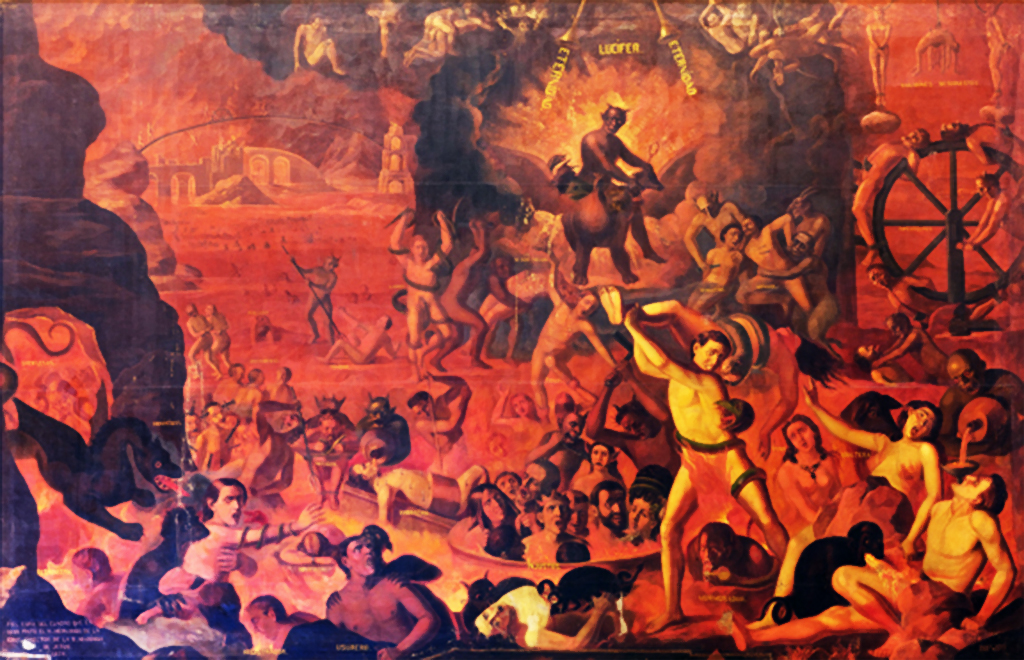
El Infierno, por Hernando de la Cruz quien conocería durante sus años de formación en Quito

Fue el primer libro que publicó cuando tenía 35 años de edad, con lo que iniciaría su prolífica carrera dentro de la "literatura de edificación". Este libro correspondía a un manual de guerra espiritual que desarrollaba los principios jesuitas que se habían descrito especialmente en la teología molinista, que enfatizaba el rol del libre albedrío en la salvación de las almas. Este tema sería la base de la contrarreforma, encontrando expresiones incluso en el arte como la famosa obra de Calderón "La vida es sueño", publicado veinte años antes de "La destrucción del ídolo". Es pues Pedro de Mercado un escritor que se enmarca dentro de los autores de la contrarreforma que logran reconocimiento en América y Europa, siendo publicado en Países Bajos y Alemania, lugares donde el protestantismo tenía precedencia. Por esta la razón de su título, el ídolo que debía ser destruido era el protestantismo a quienes identificaba como "cristianos malos". Por otro lado, el qué dirán se refería al statu quo que debía ser enfrentado por los cristianos viejos representada por la Orden de Santiago. En palabras de Mercado, este era "un monstruo compuesto de los dichos mundanos que se burlan de la virtud, es un ídolo fabricado de los malos juicios que escarnecen la santidad". Su libro fue escrito en Quito, pero el reconocimiento lo alcanzó cuando estaba en Bogotá. De esta forma Mercado se consagraría como el gran autor de la Compañía de Jesús, y su presencia en América tenía especial fuerza dentro de la Real Audiencia de Quito por su trabajo en los andes y las misiones dirigidas a Maynas. Sería Hernán Rodríguez Castelo quien lo resumiría en la frase "En ninguna parte del nuevo mundo fueron los jesuitas más poderosos que en la Real Audiencia de Quito", y Mercado se alzaría como su principal representante de dicho siglo. El filósofo Bolívar Echeverría prologaría la reedición de su libro lo describió como una obra que buscaba "completar, dentro del mundo católico, una revolución restauradora del cristianismo original". Desde el inicio fue valorado por lo que el padre Agustín de Castro al ser solicitado su aprobación para la impresión, no se limitaría a asentir y elogiaría el libro de Mercado de la siguiente manera:

Así como las Indias enriquecen a Europa con sus metales, así de ellas han traído los galeones este tesoro celestial, no en barras sino labrado en preciosísimas joyas, con admirable disposición, dignísimo trabajo es de que se estampe, no sólo por la seguridad en los dogmas, sino por utilísimo para la perfección de las costumbres.
Agustín de Castro

### Práctica de los ministerios eclesiásticos
Su libro con el que empieza el periodo más prolífico de su carrera se tituló "Práctica de los ministerios eclesiásticos". Se encuentra dividido en diez capítulos (que los llama a su vez prácticas), en donde desarrolla un manual que trata temas como la preparación inicial para ordenarse, la misa, la oración, la confesión, el bien morir, la predicación, la enseñanza, el magisterio, la lectura y el estudio. Esta obra que se concentra en los sacramentos y en consejos prácticos permite entender indirectamente la vida y costumbres de Pedro de Mercado, así como sus influencias a partir de sus citas. Sobre lo primero, a través de los dos últimos capítulos donde trata sobre la lectura y el estudio, el autor demuestra su total dedicación a ambas, aconsejando de manera práctica como separar horas específicas durante el día para poder estudiar, cómo poder superar las dificultades iniciales dentro del inicio de la curva de aprendizaje, y también la importancia de mantener la humildad al momento de aprender, recordando que la ignorancia es siempre mayor a nuestros conocimientos. Respecto a lo segundo, se pueden ver referencias a autores como Tomás de Kempis, San Agustín, Antonio de Molina, Santo Tomás, Juan Crisóstomo, San Gregorio Magno, Luis de la Puente y Diego Álvarez de Paz. Sobre el estudio recomendaría:

De aquí concluyo, poniendo un argumento en los estudiantes. No es lícito disminuir el tiempo destinado al estudio, para emplearlo en cosas espirituales: luego menos lícito será gastarlo en procurar saber cosas inútiles y mucho peor en estudiar cosas dañosas, de las cuales dijo San Crisóstomo: Melius et bene ignorare, quam turpiter sciere (Es mejor ser ignorante, que saber vergonzosamente). Paréceme que no me negaran la consecuencia y si me la conceden, concédanme también lo que aquí les pido, y es que estudien solo lo útil, y en ello gasten todo el tiempo señalado, sin disminuirlo con ningún pretexto, ni por ninguna causa de las dichas, ni de otras que se pueden ofrecer.
Pedro de Mercado

### El cristiano virtuoso y las Islas Filipinas

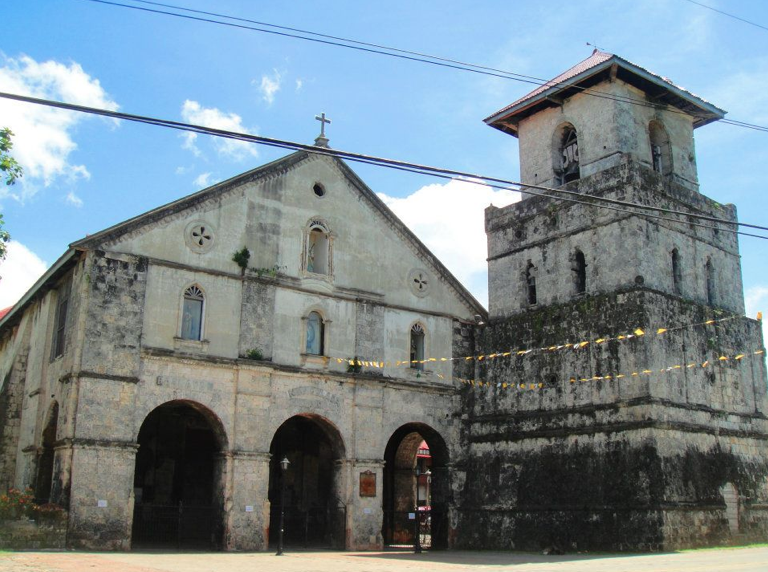
Primera Iglesia de Baclayon, fundada por los jesuitas en Bohol.

Mientras fue rector del Colegio de Tunja escribiría "El cristiano virtuoso" bajo el subtítulo de "Con los actos de todas las virtudes que se hallan en la santidad". Fue dedicado a Sebastián Merchán de Velasco y Monsalve, quien fungía como cura de Oicatá. Publicado en 1673 es una de las únicas obras que se conservan todavía en la Biblioteca Nacional de Bogotá. Esta obra se divide en diez libros y termina con un capítulo titulado "Vida de un Mancebo Indio llamado Miguel Ayatumo, natural de Boholio en Filipinas". De esta manera la primera parte estaría dedicada a los conceptos teóricos alrededor de la virtud como la nobleza, riqueza sabiduría, los actos de fe, la caridad, misericordia, actos de paz, prudencia, justicia, penitencia, piedad, liberalidad, clemencia y mortificaciones. En cambio la narración de la vida de Miguel Ayatumo, un indígena malayo, es un documento que desarrolla en la práctica estos principios describiendo cómo entraría en el oficio de San Rafael, su vida espiritual, costumbres virtuosas y su muerte. Su vida se desarrolla en el contexto de las primeras misiones jesuitas en Bohol y después en Loboc. Los fundadores de la primera iglesia en Baclayon Juan de Torres y Gabriel de Sánchez serían también los que iniciarían a Ayatumo en la fe a través de su bautizo. Esta narración fue una de las numerosas que se harían sobre Ayatumo a quien Pedro de Auñón dedicaría un libro en 1609 como testigo de la conversión del indígena durante la misión desarrollada en el año 1603. En este sentido, la obra de Mercado forma parte además del género común en Filipinas durante la colonia conocido como un manual de urbanidad o libro de buenas costumbres. De esta manera completaba los diez primeros capítulos dedicados al ejercicio espiritual con la narración biográfica de la vida. Por esta razón si uno busca una biografía rica en hechos históricos sobre Ayatumo no lo encontrará ya que más bien su estilo es panegírico. La importancia de Ayatumo haría que Resil B. Mojares le dedique un estudio titulado "La vida de Miguel Ayatumo: Un Boholano del siglo dieciséis"

### Recetas de espíritu para enfermos del cuerpo

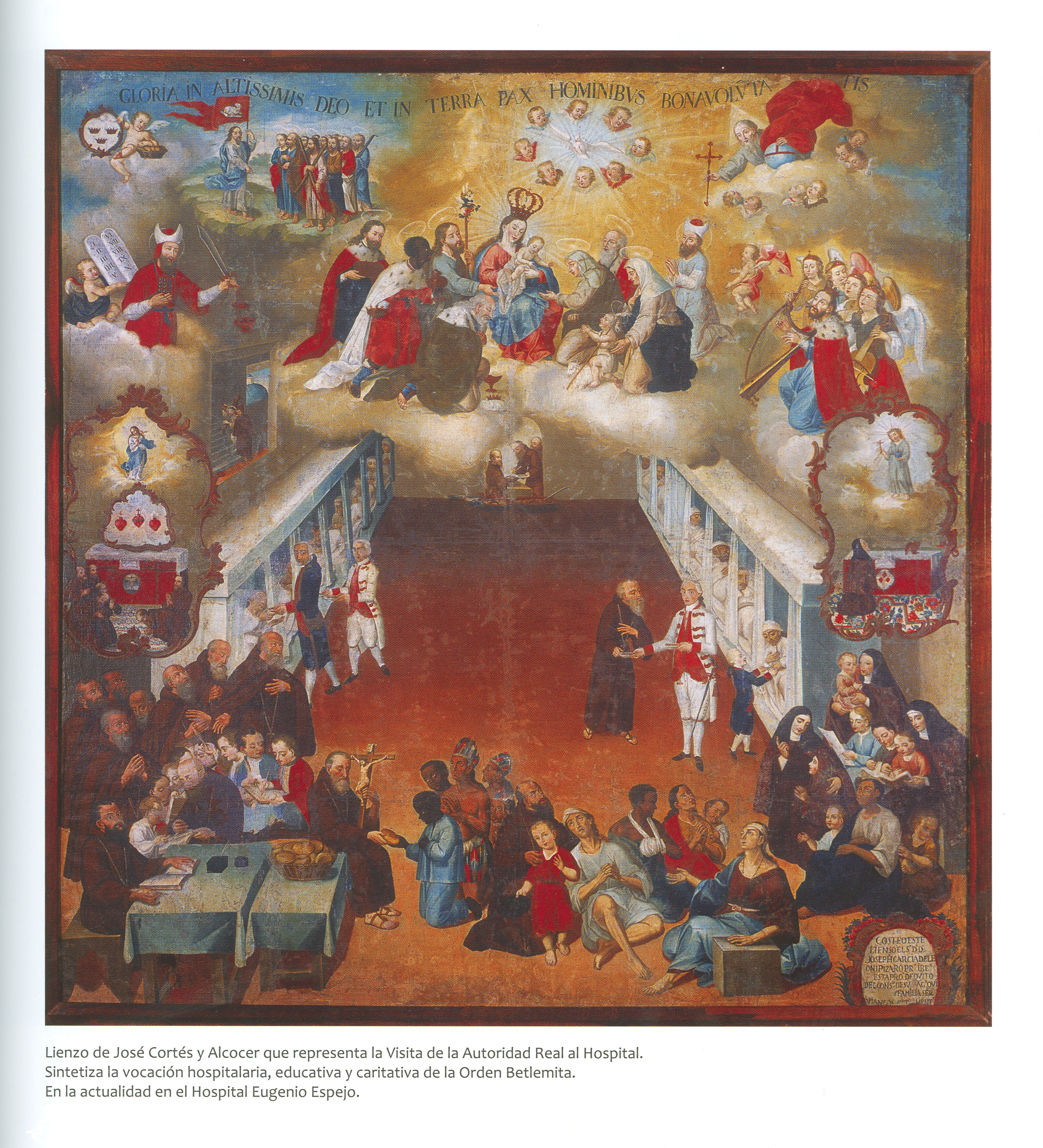
Cuadro de José Cortés de Alcocer del Hospital San Juan de Dios de Quito, fundado en 1565. Principal hospital de la Real Audiencia.

Este libro que sería publicado en 1681 y estaría dedicado a fray Juan Antonio Cabeza de Vaca, quien pertenecía a la orden religiosa de los Hospitalarios de San Juan de Dios, además de haber sido comisario general de las Provincias de Tierra Firme y Nuevo Reino de Granada. Fue publicado en Sevilla y esta estructurado en cortos capítulos, a diferencia del "Cristiano Virtuoso" a los que llama recetas a cada uno de ellos. Escribió en total 54 recetas en un total de 260 páginas. Fue estudiada por la historiadora Estela Restrepo Zea quien se especializó en la historia de la medicina, realizando una reedición del libro en 2006. Al igual que muchas de las obras de Mercado, al especializarse en la "ciencia media" desarrollada durante la contrarreforma, el libro se dedica a contrastar y armonizar tanto el espíritu y el cuerpo. Por esta razón, es un documento importante para entender la forma en la que la medicina trataba con la dimensión psicosomática de las enfermedades.  A través de esto, el autor busca recetar direcciones al espíritu para mejorar el bienestar y fortalecer la salud de los pacientes. Como contexto histórico, fue durante el siglo XVII que en la Real Audiencia de Quito se fundaría la facultad de medicina de la mano de Fray Ignacio de Quezada. Mercado pues siguiendo su línea enfocada en las virtudes, busca que las personas incluso en la enfermedad practiquen la virtud para mejorar su estado.
Algunas de sus recetas son:
- Que el enfermo ha de obedecer al médico, y enfermero en lo que toca a la cura de su cuerpo.
- Cuando el enfermo ha de invocar a los Santos médicos, Cosme y Damián y cuando ha de acudir al Santo enfermero Juan de Dios.
- De la intención con que ha de tomar las medicinas el enfermo.
- Cómo ha de tomar los jarabes y purgas.
- Que el enfermo puede dejar de comer carne por su devoción
- Que ha de sufrir la sed, y abstenerse de la bebida cuanto pudiere.
- Que el enfermo ha de tener paciencia cuando no le visiten los amigos.
- Que el que ve a los enfermos, ha de dar gracias a Dios por estar sano.

## Crítica y legado

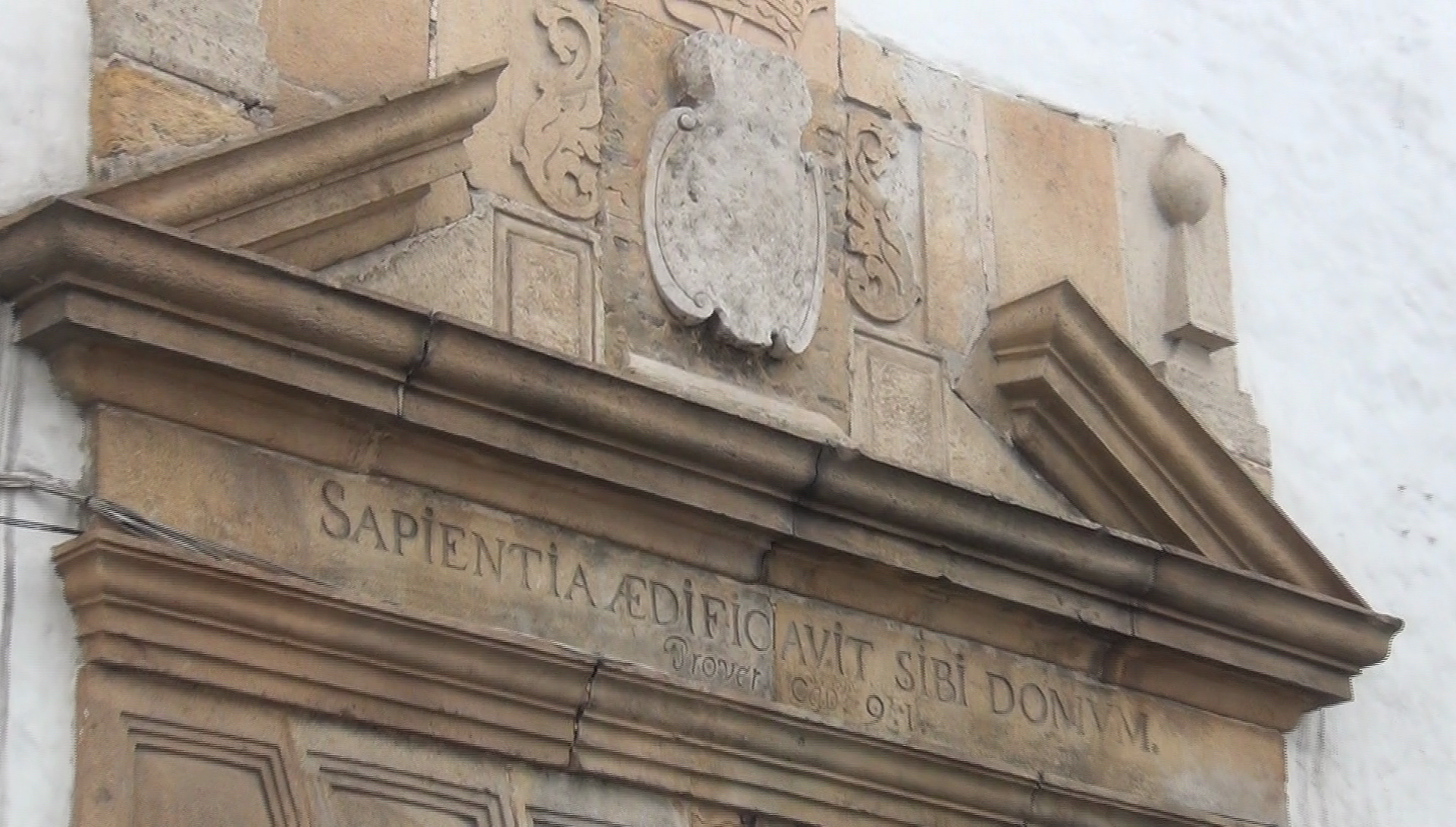
Inscripción en latín de la Puerta de la Pontificia Universidad Javeriana donde Pedro de Mercado enseñaría durante la última etapa de su vida. Se puede leer en el tope de la puerta el lema "Sapientia Aedificavit Sibi Domum" que traducido es "La Sabiduría Edificó su Casa".

### Crítica de su obra
Sobre la recepción crítica de su obra, se estudió su estilo literario y la rigurosidad histórica, especialmente lo desarrollado en su Historia de la Provincia. Sobre lo segundo, el autor maneja de forma correcta las fuentes, buscando siempre las de primera mano como: Cartas annuas, necrológicas y memoriales. Por otro lado, su estilo era elaborado, puesto que sus historias en general eran biografías que buscaban persuadir el lector a imitar la virtud de los personajes descritos. Se conoce que Mercado relataba hasta las charlas de sobremesa y las bromas que se contaban en la sacristía con el fin de comunicar de una manera más completa y humana las historias. Siempre favoreció la didáctica por lo que optaba por la claridad y la sencillez antes que la brillantez. Sin embargo, cuando el tema lo ameritaba mostraba un dominio de las fuentes y la temática. Su estilo estaba pensado para ser leído en voz alta: sus libros eran principalmente manuales de cursos. Además, sin ser literario si muestra cierto contagio culterano por incluir "ciertas metáforas que salían del lugar común", llegando a la "complejidad metafórica que da en alegoría".

### Legado
Pedro de Mercado fue uno de los autores más prolíficos del siglo XVII en la Real Audiencia de Quito y además uno de los que más reconocimiento obtuvo por la importancia de su obra. Más allá de lograr ser editado en Europa, algo que para muchas personas de la Real Audiencia en esa época era difícil, salvo excepciones como Leonardo de Peñafiel, Alonso de Peñafiel, Gaspar de Villarroel o Antonio de Bastidas, la obra de Mercado destaca no solo por su abundancia sino por su importancia histórica que ha ido cobrando con el paso del tiempo. Según Juan Manuel Pacheco, que le dedicó un estudio introductorio a su historia, la forma en la que está escrito su libro lo enmarca aún dentro de los cronistas, sin embargo, dado su origen y la época en que fue escrito le corresponde también el título de la primera historia de Ecuador. Además, por cómo se desarrolló la vida de Mercado, su obra terminó siendo relevante a nivel regional para Ecuador, Colombia y Perú. Por otro lado, como escritor de espiritualidad, logró ser publicado y leído en países protestantes convirtiéndose en un autor relevante dentro de la contrarreforma, a pesar de la lejanía de su origen. Su formación jesuita le permitió desarrollar sus ideas alrededor de la medicina y la relación entre el espíritu y el cuerpo, dentro de una época en la que la necesidad de mejorar la medicina empezó a ser patente, llegando a fundarse la facultad en el año 1693, gracias a los esfuerzos de Bartolomé García e Ignacio de Quezada. Por último, su obra sobre el cristiano virtuoso vincula a Ecuador con las Islas Filipinas, algo que caracterizó a Ecuador en el siglo XVII ya que Antonio de Morga sería el Presidente de la Real Audiencia por cerca de dos décadas después de participar en la fundación de las Filipinas y haber escrito una de las crónicas más importantes de ese país que sería después criticada por José Rizal en el siglo XIX. Según el estudio realizado por Samuel Guerra, las letras en la Real Audiencia durante la primera mitad del siglo XVII se caracterizaban por ser una imitación de lo que hacían autores principalmente españoles e italianos. Sería a partir de la segunda mitad de este siglo que se verían las primeras expresiones con aportes originales y cuyo valor fue reconocido, como fueron los escritos de Gaspar de Villarroel por ejemplo. Sin embargo, fue Pedro de Mercado el autor más importante de esta época, como lo fue Miguel de Santiago en el arte, y expresando así el poder y resplandor de la Compañía de Jesús en ese territorio.